# Koh-I-Noor Saxofoonkwartet
Het Koh-I-Noor Saxofoonkwartet (de naam verwijst vermoedelijk naar de beroemde diamant) is een Nederlands kamermuziekensemble en vrij bekend saxofoonkwartet dat optreedt in zowel binnen- als buitenland (Engeland, Frankrijk, België, Duitsland, Italië en Argentinië). De muziekgroep werd in 1985 opgericht door enkele studenten die hun muziekopleiding volgden aan het Conservatorium van Utrecht. Anno 2024 bestaat de groep, die nog met regelmaat optreedt, uit Michiel van Dijk (altsaxofoon), Frido ter Beek (sopraansaxofoon), Sander Beumer (tenorsaxofoon) en Marc Scholten (baritonsaxofoon).